# Athemistus macleayi
Athemistus macleayi là một loài bọ cánh cứng trong họ Cerambycidae.